# Andrij Buleza
Andrijn Mychajlovyč Buleza (in ucraino Андрій Михайлович Булеза?; Zariččja, 25 gennaio 2004) è un calciatore ucraino, difensore del Karpaty L'viv.

## Carriera

### Club
Cresciuto calcisticamente nel settore giovanile dello Šachtar, nel 2023 viene girato in prestito al Mynaj, formazione con cui esordisce nel massimo campionato ucraino. 
Il 2 febbraio 2024, terminata la sua esperienza al Mynaj, viene girato nuovamente in prestito, questa volta in Perša Liha al Karpaty L'viv.

### Nazionale
Ha giocato nelle nazionali giovanili ucraine Under-17, Under-19 ed Under-21.